# Носков, Виталий Николаевич
Виталий Николаевич Носков (род. 1 августа 1950, Курган) — русский писатель и журналист, военный корреспондент, ветеран боевых действий в 1990-е годы. Живёт в Москве с 1976 года.

## Биография
Виталий Николаевич Носков родился 1 августа 1950 года в семье железнодорожника в городе Кургане Курганской области, РСФСР СССР.
- В 1968 году окончил курганскую среднюю школу № 30. Учился в Курганском педагогическом институте, участвовал в археологических экспедициях, где сильно простудился, после чего взял академический отпуск, а позже совсем оставил учёбу.
- В 1971—1972 годах работал младшим литературным сотрудником в Курганской областной газете «Молодой ленинец»[2], затем — литературным консультантом в Курганской областной писательской организации. Проработав корреспондентом в газете, он уехал в столицу в 1976 году, где поступил в Литературный институт имени А. М. Горького.
- В 1981 году окончил Литературный институт им. А. М. Горького, отделение прозы (семинар М. П. Лобанова).
- Был тренером по самбо.
- Активно участвовал в возрождении Далматовского Свято-Успенского мужского монастыря.
- В 1991 году принят в Союз писателей России, состоит на учёте в Московской писательской организации.
- С 1993 по 2000 год обозреватель газеты МВД РФ «Щит и меч», обозреватель журнала «Милиция» МВД России. Находился в длительных командировках в Приднестровье, Чечне и Дагестане. Участвовал в спецоперациях в составе СОБР — Кизляр-Первомайское, мартовские бои в Грозном 1996-го года, операции по освобождению военнопленных[3].
- Консультант Ассоциации ветеранов спецназа «Русь».

## Награды
- Орден Мужества (1996)
- СОБРовский крест «За заслуги»
- Терский казачий крест имени генерала Ермолова
- медаль «Участник боевых действий на Кавказе»
- медаль ВДВ «За службу на Северном Кавказе»
- памятный знак «Спецоперация г. Кизляр-с. Первомайское 09-18.01.96 г.»
- медаль Курганской епархии Русской православной церкви в честь святого преподобного Далмата Исетского

## Премии
- Лауреат премии Союза журналистов России и ВООПиК России (1990)
- Лауреат Всероссийского конкурса на военно-патриотическую тему Росвоенцентра при Правительстве РФ (1998)
- Дважды лауреат премии МВД России за лучшее произведение литературы и искусства (1999, 2003)
- Лауреат Всероссийского конкурса «Новая книга России — 2001» в номинации «Публицистика» Союза писателей России, Литературного фонда России (2001)
- Лауреат всероссийской литературной премии «Сталинград» Союза писателей России, Администрации Волгоградской области (2001)
- Лауреат премии в области литературы Губернатора Курганской области (2002)
- Документальный фильм кинорежиссёра Сергея Роженцева «Миротворцы», созданный по книге Виталия Носкова «Любите нас, пока мы живы», был удостоен Гран-при на XI Международном кинофестивале славянских, православных народов «Золотой Витязь».
- Дипломант Национальной литературной премии «Щит и Меч Отечества», 2017 г. - за книгу «Пасха под Гудермесом».
- Дипломант XIII Международного Славянского литературного форума «Золотой Витязь», 2022г. - за книгу «У памяти своя тропа».

## Творчество
В первых книгах, изданных под псевдонимом Виталий Трубин, намечен собирательный портрет поколения рубежа 1960—70-х годов.
В центре его очерков и рассказов, созданных после начала войны в Чечне, описан героизм военнослужащих Вооружённых Сил Российской Федерации и сотрудников специальных подразделений министерства внутренних дел РФ.
Проза Виталия Носкова публиковалась в журнале «Урал», еженедельнике «Литературная Россия» и многих других центральных изданиях.
Автор книг:
- Трубин В. Дорога домой. — М.: Мол. гвардия, 1985. — 79 с. — (Библиотека журнала ЦК ВЛКСМ «Молодая гвардия» ; 10 (169)).
- Трубин В. Теплое крыльцо. — Челябинск: Юж.-Урал. кн. изд-во, 1987. — 173 с. — 15 000 экз.[4]
- Носков В. Н. Любите нас, пока мы живы. — Новосибирск: РИФ-плюс, 2000. — 303 с. — ISBN 5-85298-080-3.
- Носков В. Н. Любите нас, пока мы живы. — Новосибирск: РИФ-плюс, 2001. — 336 с. — ISBN 5-94520-001-8.
- Носков В. Н. Рассказы о чеченской войне. — Москва: «Ковчег», 2003. — 464 с. — 15 000 экз. — ISBN 5-98317-013-9.
- Мы живы, пока нас помнят: книга памяти / Сост. В. Н. Носков. — 2-е изд. — М.: Деловая лига, 2004. — 479 с. — ISBN 5-87247-324-9.
- Носков В. Н. Спецназ. Любите нас, пока мы живы. — ООО «Астрель-СПб», 2007: Астрель-СПб, 2007. — 542 с. — ISBN 978-5-9725-0827-3.
- Мученики Кавказские. Иерей Анатолий Чистоусов и протоиерей Петр Сухоносов / А. К. Горшков, В. П. Низов, В. Н. Носков. — М.: Альди - Принт, 2014. — 336 с. — 15 000 экз. — ISBN 978-5-918-00004-9.
- Носков В. Н. Пасха под Гудермесом. Боевые действия в Чечне и Дагестане. — М.: «Вече», 2017. — 384 с. — (Военные мемуары). — 1000 экз. — ISBN 978-5-4444-6062-7.
- Носков В. Н. У памяти своя тропа. — Москва: М., Ассоциация ветеранов спецназа «Русь», 2021. — 482 с. — ISBN 978-5-9725-0827-3.

По книге «Любите нас, пока мы живы» создан документальный фильм «Миротворцы».
Консультант документальных фильмов «Живи и веруй», «По следам генерала Ермолова».

## Семья
- Отец Николай Денисович Носков — железнодорожник
- Мать Нина Николаевна Носкова — инженерно-технический работник
- Сын Николай
- Жена Елена Николаевна — издатель, писатель, художник